# Hanácký župní přebor 1994/1995
V soubojích 4. ročníku Hanáckého župního přeboru 1994/95 (jedna ze skupin 5. fotbalové ligy) se utkalo 16 týmů každý s každým dvoukolovým systémem podzim–jaro. Tento ročník začal v srpnu 1994 a skončil v červnu 1995.

## Nové týmy v sezoně 1994/95
- Z Divize E 1993/94 sestoupilo do Hanáckého župního přeboru mužstvo TJ Tatran Litovel, z Divize D 1993/94 žádné mužstvo.
- Ze skupin I. A třídy Hanácké župy 1993/94 postoupila mužstva FC Kralice na Hané (vítěz skupiny A) a 1. FK Lipník nad Bečvou 1935 (vítěz skupiny B).[1]

## Konečná tabulka
Zdroj: 
| Poř. | Tým                              | Z  | V  | R  | P  | VG | OG | B  |
| ---- | -------------------------------- | -- | -- | -- | -- | -- | -- | -- |
| 1.   | FK Mohelnice                     | 30 | 22 | 7  | 1  | 63 | 20 | 73 |
| 2.   | FK Holice 1932                   | 30 | 17 | 10 | 3  | 64 | 28 | 61 |
| 3.   | FC Kralice na Hané (N)           | 30 | 17 | 10 | 3  | 68 | 40 | 61 |
| 4.   | SK Bělkovice-Lašťany             | 30 | 17 | 8  | 5  | 53 | 29 | 59 |
| 5.   | AFK Chropyně                     | 30 | 14 | 6  | 10 | 69 | 55 | 48 |
| 6.   | SKP Slovan Moravská Třebová      | 30 | 13 | 6  | 11 | 32 | 31 | 45 |
| 7.   | TJ Jiskra Rýmařov                | 30 | 11 | 9  | 10 | 59 | 56 | 42 |
| 8.   | FK Hlubočky                      | 30 | 11 | 8  | 11 | 48 | 44 | 41 |
| 9.   | TJ Agrostroj Prostějov           | 30 | 11 | 5  | 14 | 37 | 53 | 38 |
| 10.  | TJ Tatran Litovel (S)            | 30 | 9  | 8  | 13 | 54 | 51 | 35 |
| 11.  | TJ Jeseník                       | 30 | 9  | 7  | 14 | 34 | 37 | 34 |
| 12.  | TJ Sokol Drahotuše               | 30 | 8  | 6  | 16 | 37 | 60 | 30 |
| 13.  | 1. FK Lipník nad Bečvou 1935 (N) | 30 | 5  | 9  | 16 | 33 | 59 | 24 |
| 14.  | TJ Sigma Hodolany                | 30 | 6  | 6  | 18 | 26 | 66 | 24 |
| 15.  | TJ Tatran Moravičany             | 30 | 4  | 11 | 15 | 27 | 40 | 22 |
| 16.  | SK Sigma Hranice „B“             | 30 | 5  | 7  | 18 | 38 | 56 | 17 |

Poznámky:
- Z = Odehrané zápasy; V = Vítězství; R = Remízy; P = Prohry; VG = Vstřelené góly; OG = Obdržené góly; B = Body; (S) = Mužstvo sestoupivší z vyšší soutěže; (N) = Mužstvo postoupivší z nižší soutěže (nováček)

|  | Postup do Divize E 1995/96                        |
|  | Postup do I. A třídy Hanácké župy – sk. B 1995/96 |